# マヌエル・デ・ゴドイ
マヌエル・デ・ゴドイ・イ・アルバレス・デ・ファリア（スペイン語: Manuel de Godoy y Álvarez de Faria, 1767年5月12日 - 1851年10月7日）（アルクディア公爵、スエカ公爵、アルバレス侯爵、ソト・デ・ロマ卿）は、1792年から1797年までと1801年から1808年までスペインの首相であった。バーゼルの和約から生涯を通じて平和公（Príncipe de la Paz）の称号を授かり、その名前で広く知られている。

## 生涯

### 立身
ゴドイはバダホス近郊のカストゥエラで生まれ、両親はホセ・デ・ゴドイ（陸軍大佐）とマリア・アントニア・アルバレス・デ・ファリアである。1784年、17歳のときゴドイは近衛部隊に入隊するマドリードに移った。1788年、この年カルロス4世として即位することになる王位継承者と出会った。ゴドイは急速にカルロス4世と王妃マリア・ルイサ・デ・パルマに気に入られることになった。1788年12月30日、王宮にCadete supernumerarioを与えられ、1789年5月、大佐に昇進した。1789年11月、サンティアゴ勲位に叙せられ、1790年8月、そのまま指揮官に任じられた。1791年2月、mariscal de campoを与えられ、3月にgentilhombre de camara、7月に中将とカルロス3世勲位大十字章騎士となった。
ゴドイが度々昇進したことは、国王と王妃に対する影響力が増していることを示していた。1791年、宰相フロリダブランカ伯爵はゴドイが王妃と姦通していると告発したが、1792年1月、フロリダブランカは新たに起こったフランス共和国との関係のために失脚した。後任のペドロ・パブロ・アバルカ・イ・ボレア (第10代アランダ伯)はその年の11月に失脚し、王妃マリア・ルイサはゴドイが宰相になれるように取り計らった。ゴドイの任命は、カルロス4世の承諾を得て行われたようだが、王自身に統治能力はなく、有能で信頼に足る人物なら誰でも良かった。ゴドイはグランデ位と共にアルクディア公爵になり、金羊毛騎士団に参加した。翌年、大将とスエカ公爵、アルバレス侯爵、ソト・デ・ロマ卿になった。

### 宰相

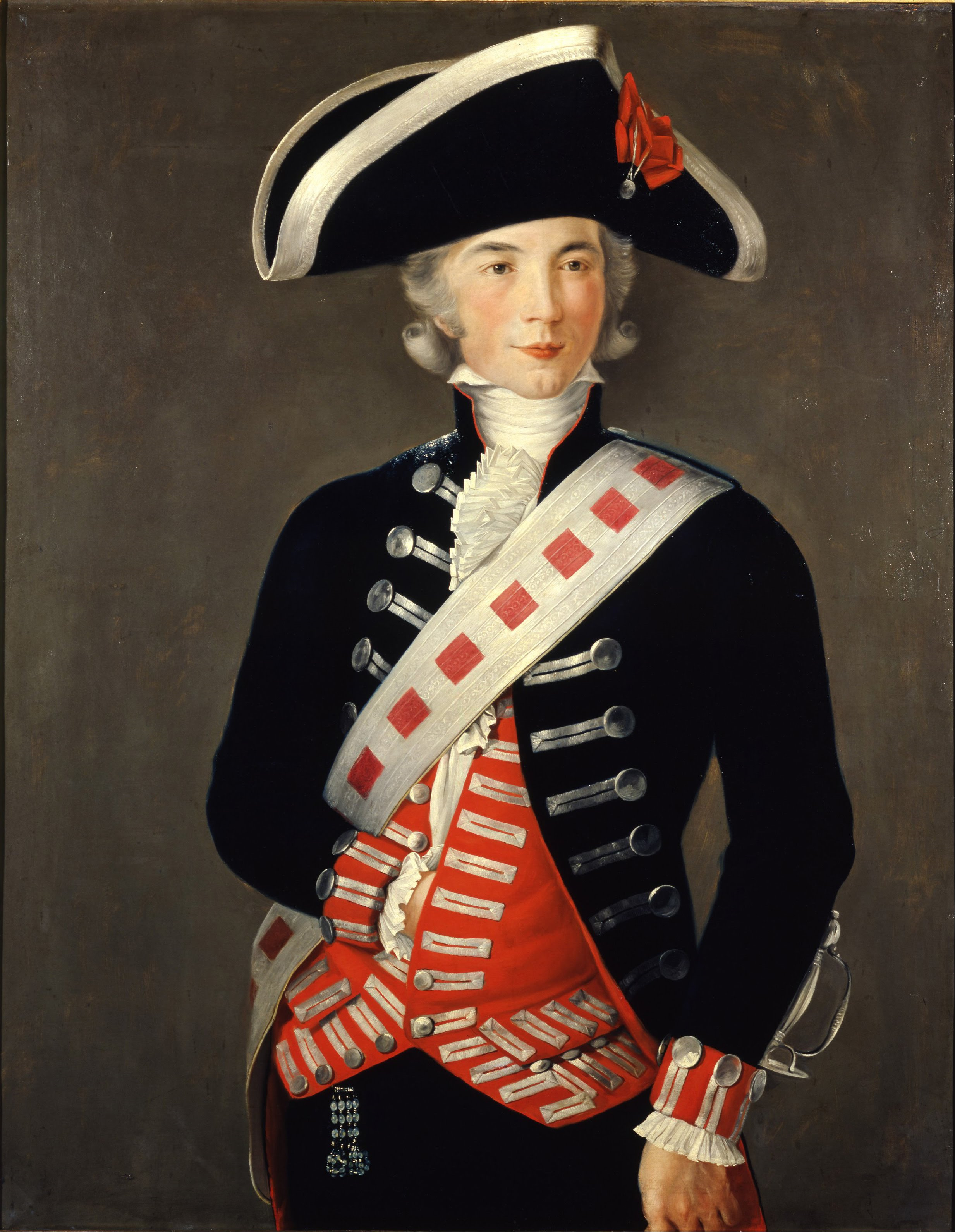
肖像画

ゴドイはフランス共和制に対して中立政策を続け、1793年、ルイ16世がギロチンにかけられるのを防がなかった。フランス第一共和政は2月のイギリスに対する戦争を始めた後、3月にはスペインにも宣戦布告することになった。フランス軍はスペイン領内に深く侵攻した。1795年7月、ゴドイはスペイン軍の前線を立て直したがイスパニョーラ島の一部がフランスに移譲されることになるバーゼルの和約を交渉した。ゴドイは条約に対する批判を様々なところから受けたが、平和公（Príncipe de la Paz）の称号を受けた。1796年8月、ゴドイはイギリスに対する宣戦布告をスペインに要求するフランスとサン・イルデフォンソ条約を交渉した。
1797年、ゴドイはカルロス4世に愛人のペピータ・トゥドーにカスティリョフィエル伯爵夫人とロカフエルト子爵夫人の称号を認めさせた。一部ではゴドイとペピータは1797年6月22日にプラドで密かに結婚したといわれている。ペピータはゴドイの家族としてペピータの母親と二人の姉妹と暮らしたことがあった。1805年、ペピータは息子マヌエルを出産し、1807年、ルイスを出産した。
1797年、マリア・ルイサ王妃は愛人からゴドイを引き離そうとしてゴドイに結婚を取り計らい、同時にゴドイとの関係を隠そうとした。カルロス4世の従姉妹で亡命し罷免されたおじチンチョン伯爵の娘であるマリア・テレサが、ゴドイの妻に選ばれた。マリア・テレサはゴドイに会ったことはなかったが、家族の財産を取り戻すという約束で結婚に同意した。2人は10月2日にエスコリアルで結婚した。ゴドイは大量の持参金を受け取ったが、相変わらず愛人との同居は止めなかった。ゴドイは1797年に首相を解任された。ゴドイの立場は、フランスとマリア・ルイサ王妃双方との難しい関係で傷ついていた。1800年10月、ゴドイの妻マリア・テレサは娘カルロッタ・ルイサを出産し、カルロッタはエスコリアルでカルロス4世とマリア・ルイサが名親として列席して共に洗礼を受けた。

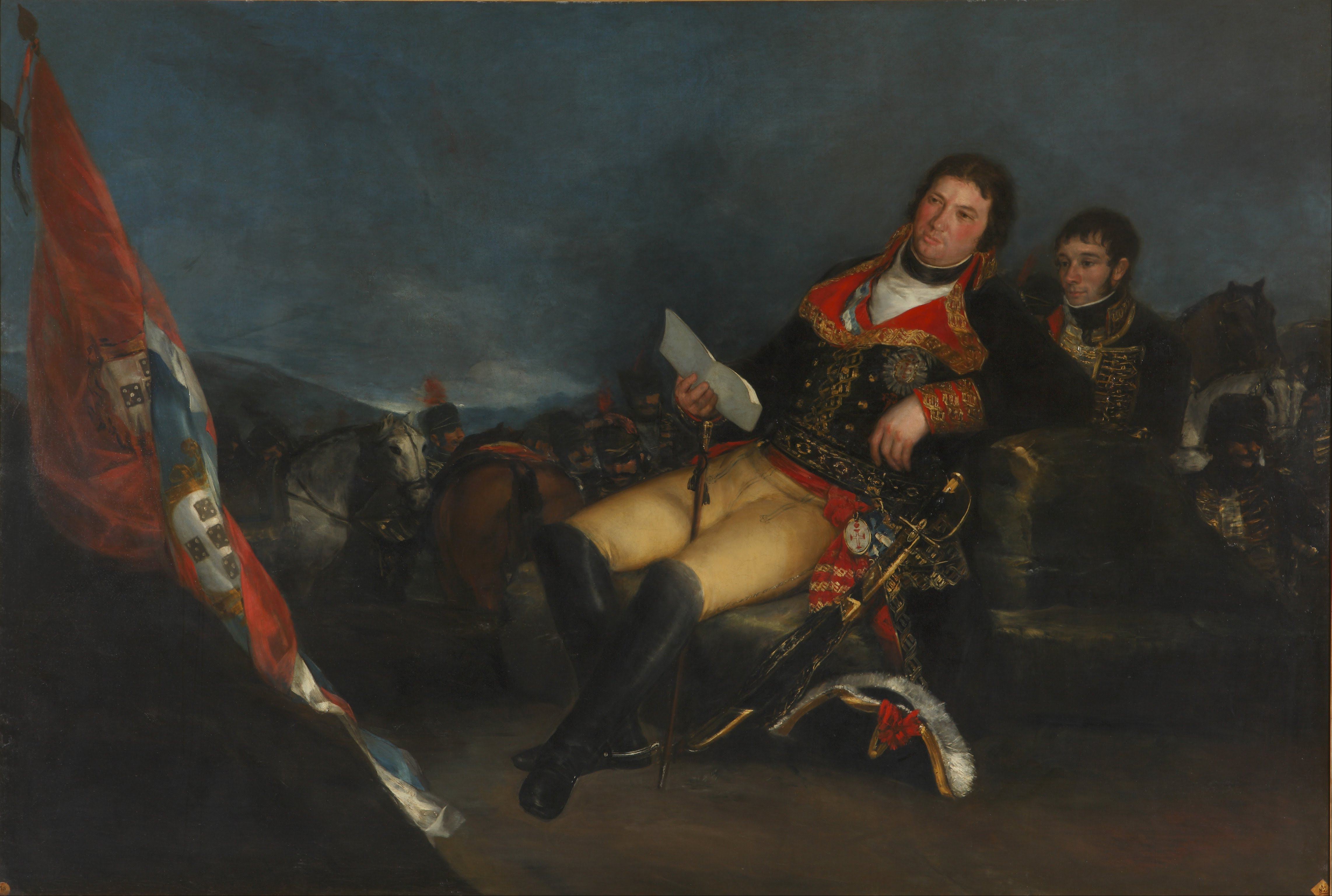
ゴヤによる『マヌエル・デ・ゴドイの肖像』。王立サン・フェルナンド美術アカデミー所蔵。

ゴドイは1801年に首相に返り咲いた。同年4月、ナポレオン率いるフランスがポルトガルに侵攻。スペインも消極的ながらフランスの立場で参加せざるを得ず、スペイン軍も国境を超えてポルトガル軍を打ち破った。ゴドイはエルヴァス付近で摘んだオレンジを添えて女王にメッセージを送ったことから、オレンジ戦争と呼ばれるようになった。戦争は、同年6月にフランス側の勝利に終わった。
1802年、イギリスとアミアンの和約を交渉し、スペインはイギリスにトリニダード島を譲り、メノルカ島を手に入れた。同年、ナポレオンはゴドイが事実上のスペイン王でありマリア・ルイサの愛人でもあるとカルロス4世に書き送った。この手紙はゴドイの手の者が横取りしたが、カルロス4世に渡す手紙は自分が選ぶ必要性をゴドイは感じた。
1805年、イギリスはペルーからスペインに向かうスペイン船を攻撃し、その結果、ゴドイは再びイギリスに宣戦布告を行った。10月21日、フランスとスペインの艦隊は、トラファルガーの海戦で屈辱的な敗北を喫し、スペインの世界制覇再興の夢は遂に絶たれた。1807年、ゴドイはナポレオンとフォンテーヌブロー条約を交渉した。第1条により「アルガルヴェ王」としてポルトガルの南半分がゴドイに与えられることになり、この規定で王位継承者で後のフェルナンド7世から嫌われスペインでの立場が危うくなっていた将来を保証することになるはずであった。しかし、フォンテーヌブロー条約は空文句であった。12月、フランス軍はスペインに侵攻した。1808年3月、ゴドイ、カルロス4世、マリア・ルイサら宮廷の人々は、エスコリアルから追い出され、メキシコに逃げるつもりでアランフエスに逃れた。
フェルナンド支持者は（時に父親に対するクーデターを起こしたとされる）、ゴドイがスペインをナポレオンに売り渡したとする話を広めた。3月18日、アランフエス暴動として知られる民衆蜂起が勃発した。暴徒はゴドイの家に押し寄せたが、愛人のペピータしかいなかった。2日後にゴドイは発見され、カルロスはゴドイの財産を没収し、ビリャビシオサ・デ・オドーン城に収監した。3月21日、フランスはアランフエスを占領し、ナポレオンはゴドイをバイヨンヌに召喚し、ゴドイはナポレオンの求めに応じてカルロス4世が退位する様を目の当たりにした。

### 亡命
ゴドイは続く数年をカルロス、マリア・ルイサ、娘のカルロッタ・ルイサ、ペピータとその息子と亡命生活を送った（妻のマリア・テレサは長く別居していた）。数ヶ月をフォンテーヌブローで、それからコンピエーニュ、更にエクス＝アン＝プロヴァンスで過ごした。1808年10月、マルセイユに到着し、その後4年間ここで暮らした。1812年7月、ローマに移り、バルベリーニ宮殿で暮らした。1814年4月、フェルナンド7世はスペイン王に復位した（フランスで6年間暮らしていた）。フェルナンドは両親やゴドイの帰国を拒否し、ローマ教皇ピウス7世がゴドイと愛人をペーザロに亡命させることさえ拒んだ。百日天下でカルロス4世とマリア・ルイサはフランスからヴェローナに逃げ、そこでゴドイとペピータに合流した。ゴドイはフランツ2世にウィーンで保護を申し出たが、フェルナンドは禁止した。
ナポレオンが決定的な敗北を喫すると、カルロス4世とマリア・ルイサはローマに戻ったが、教皇はゴドイにはペーサロに留まるよう命じた。1815年9月、カルロスとマリア・ルイサは、ゴドイとマリア・テレサの結婚を無効とするよう教皇に申し出たが、体面を保つためにペピータと息子は、ジェノヴァに移った。フェルナンドはペピータ親子をジェノヴァから追い出そうと警察に賄賂を贈り、同じことをリヴォルノで行った。ペピータはやっとピサで住まいを見付けられた。
1818年3月、ゴドイの息子ルイスが死んだ。10月にはゴドイ自身がマラリアに罹り、危篤になったが、回復した。年末にマリア・ルイサが肺炎を患い、その時カルロス4世はナポリにいたが、1819年1月2日に没するまでゴドイは付き添った。5日後にカルロス4世はゴドイにローマのバルベリニ宮殿を立ち退くよう要請したが、2週間後にカルロス自身がナポリで没した。フェルナンド7世は相変わらずゴドイの帰国を禁じ、いかなる年金も受け取れないようにした。ゴドイの娘カルロッタが王族と結婚することも許さなかったが、1821年ローマの王家の子ドン・カミーロ・ルスポリとの結婚に同意した。1828年に妻マリア・テレサがパリで没した。翌年長らく愛人のままだったペピータと結婚した。二人は1832年にパリに引っ越し、いくらか整理された状況で暮らした。
1836年、ゴドイは備忘録を出版した。カルロス4世は息子のフェルナンド7世が存命中は公表しないよう依頼していた（フェルナンドは1832年に没している）。ペピータは財産を取り戻す希望を抱いてスペインに戻った。1847年にスペイン政府はゴドイに没収した財産の一部を返し、称号を復活させた。ゴドイは1851年10月7日にパリで没した。初め遺体はサンロシュ教会に埋葬されたが、翌年現在も埋葬されているペール・ラシェーズ墓地に移された。

## 関連記事
- ゴドイは、1836年にロンドンで英語で、同年パリでエスメナールが訳してフランス語で出版された「Memorias Criticas apologéticas para la historia del reinado del Señor don Carlos IV de Bourbon」を書いた。
- ゴヤの絵画「裸のマハ」は、横たわる全裸の女性を描いたもので、かつてゴドイが同一モデルの着衣人物画「着衣のマハ」と共に収蔵していたものである。アルバ公爵夫人カイェテナを描いたものと多くの人が信じている。

## 著作
- Ovila y Otera, Vita política y militar de D. M. Godoy　（マドリード、1844年）
- D'Auvergne, Godoy, The Queen's Favorite　（ボストン、1913年）